# Metrostation Arumbakkam

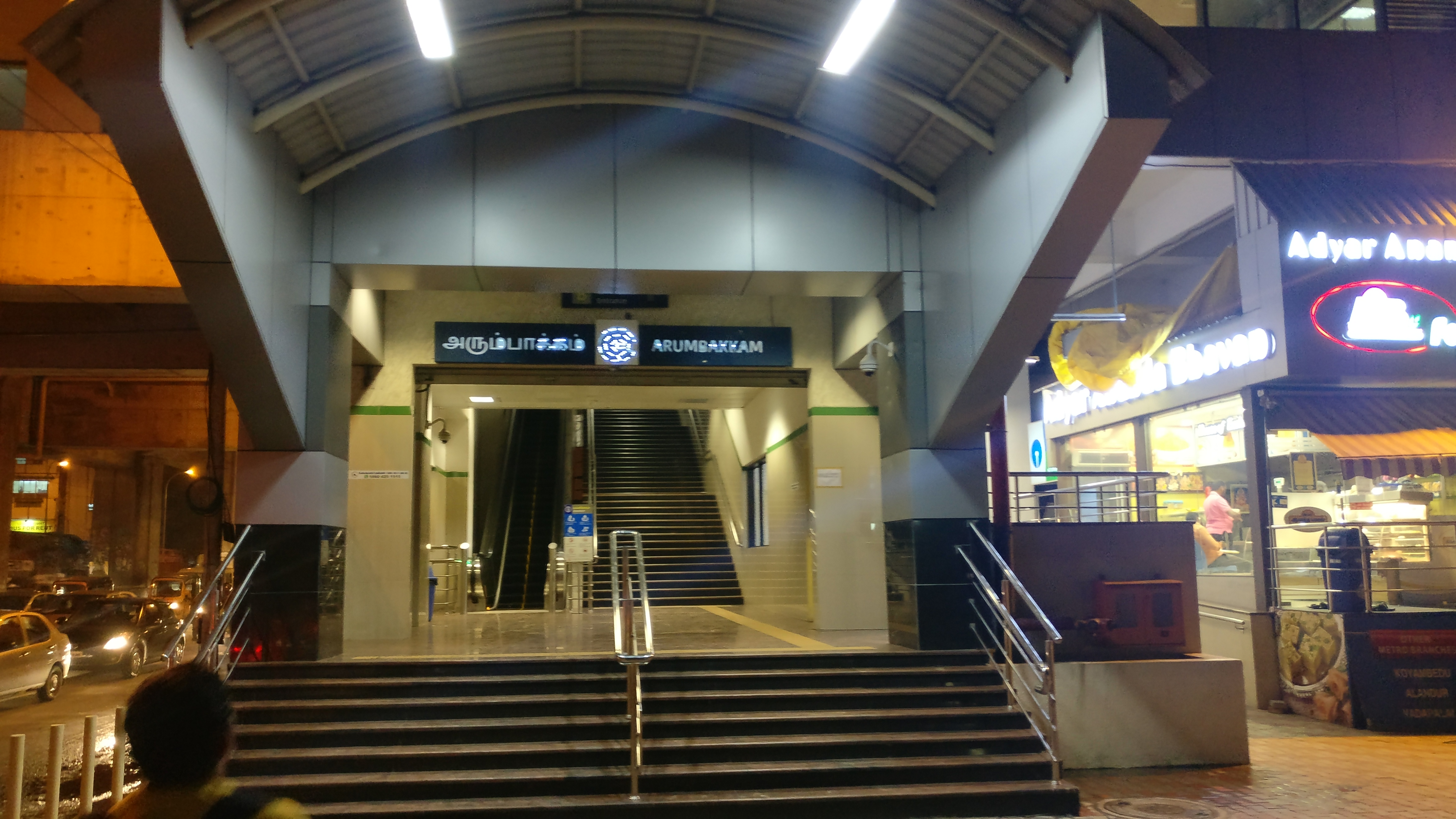
Eingang

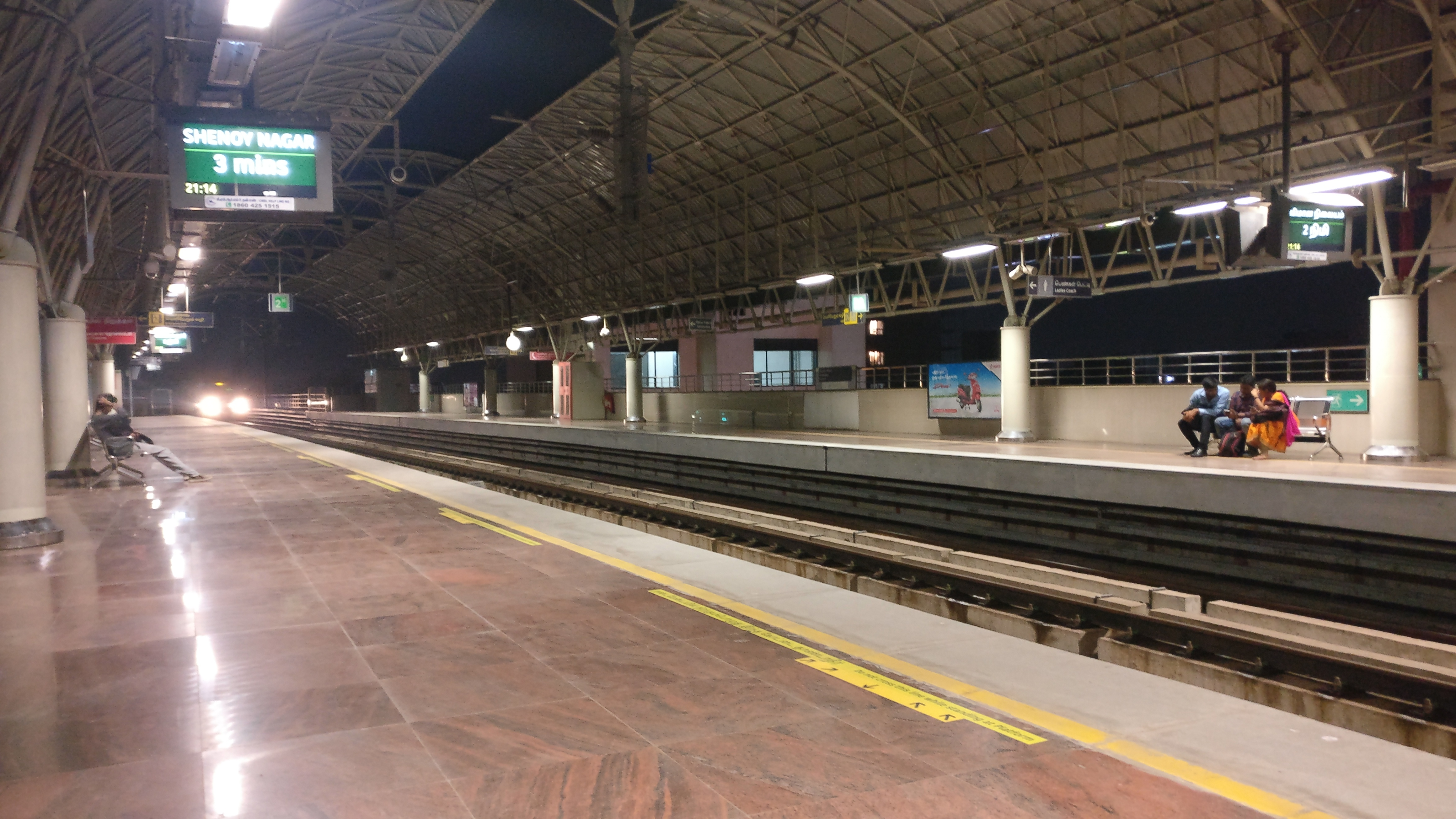
Bahnsteig

Die Metrostation Arumbakkam (Tamil: அரும்பாக்கம்) ist ein oberirdischer U-Bahnhof der Metro Chennai. Er wird von der Grünen Linie bedient.
Die Metrostation Arumbakkam befindet sich im gleichnamigen Stadtteil Arumbakkam im Westen Chennais. Sie ist als Hochbahnhof konzipiert und befindet sich aufgeständert oberhalb der Ringstraße Inner Ring Road (100 Feet Road). Die Metrostation Arumbakkam wurde am 29. Juni 2015 als Teil des ersten Streckenabschnitts der Grünen Linie eröffnet.